# Erik Heinrichs
Axel Erik Heinrichs (Helsinki, 21 luglio 1890 – Helsinki, 16 novembre 1965) è stato un generale finlandese.
Fu capo di stato maggiore della Finlandia durante la guerra di continuazione (1940-1941 e 1942-1944) e comandante in capo per un breve periodo dopo la guerra (1944-1945).

## Biografia
Heinrichs frequentò la scuola svedese di Lönkan, a Helsinki. Durante la prima guerra mondiale si offrì volontario e prestò servizio nel 27º Battaglione Jäger prussiano tra il 1915 e il 1918. Durante la guerra civile finlandese servì in qualità di comandante di battaglione nelle battaglie di Tampere e Viipuri. Comandò il III Corpo d'Armata durante la guerra d'inverno, e a partire dal 19 febbraio 1940 l'Armata dell'Istmo. Fu nominato capo di stato maggiore nel giugno 1940 e promosso generale di fanteria nel 1941.
Durante la guerra di continuazione comandò l'Armata di Carelia fino al gennaio 1942, dopodiché fu nuovamente nominato allo stato maggiore. Nel 1944 Heinrichs divenne la seconda persona a ricevere la Croce di Mannerheim di I Classe. Fu anche decorato della Croce di Cavaliere della Croce di Ferro della Germania nazista.

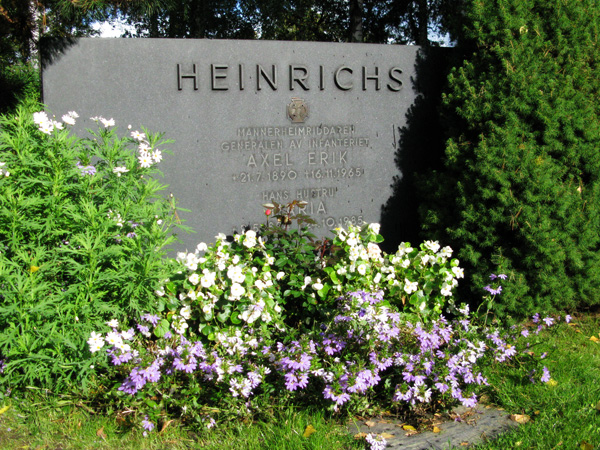
Tomba di Erik Heinrichs al cimitero di Kulosaari, Helsinki

Heinrichs fu uno degli esperti dell'esercito facenti parte della delegazione inviata dal presidente Paasikivi a Mosca per l'accordo di amicizia, cooperazione e assistenza reciproca nel 1948.